# 337 TCN
337 TCN là một năm trong lịch La Mã.